# 東京近鉄ビル
東京近鉄ビル（とうきょうきんてつビル）は、かつて東京都千代田区の秋葉原周辺にあったオフィスビルである。

## 概要
1965年（昭和40年）に完成。近畿日本ツーリスト本社などが入居していた。同社の業務コンピュータ化に備え、6階には大型コンピュータ設置のため耐重量補強工事とケーブル用配管工事がなされていた。
長らく近畿日本ツーリストが所有していたが、2010年（平成22年）12月31日付で加賀電子に売却され、2012年（平成24年）3月末までは近畿日本ツーリストに賃貸される形を取っていた。同年5月から解体されて加賀電子新本社ビルの建設が始まり、ビルは2014年3月に完成した。

## 所在地
〒101-8641 東京都千代田区神田松永町19番の2
- 最寄駅
東京メトロ日比谷線・つくばエクスプレス・東日本旅客鉄道（JR東日本）秋葉原駅